# Radio Bahía Blanca
Radio Bahía Blanca es una estación de radio argentina que transmite desde la ciudad de Bahía Blanca.

## Historia
La emisora fue inaugurada como LT8 Broadcasting Bahía Blanca por Segundo Alzola y Luis Parenti. Tiempo después fue adquirida por Jaime Yankelevich para integrar la primera cadena nacional de broadcasting y fue renombrada como LU2 Radio Bahía Blanca. 
En septiembre de 1955 -luego del golpe de Estado de la Revolución Libertadora- fue otorgada al Grupo La Nueva Provincia, de estrechos vínculos con tal gobierno de facto. 
El traspaso definitivo de LU2 al Grupo La Nueva Provincia se oficializó en 1958, mediante el decreto 1878/57 del presidente Pedro Eugenio Aramburu, y también la licencia para un canal de televisión: Telenueva Canal 9, inaugurado en 1965.
Así La Nueva Provincia se volvió la primera empresa en el país en tener diario, estación radio y canal televisión. Y esto junto a su línea fuertemente oficialista para con la dictadura, le valió grandes beneficios económicos por parte del gobierno de facto.
Desde 2009 transmite parte de su programación en duplex por FM 92.7.
A fines de 2016, el empresario bahiense y vicepresidente de la UIA, Gustavo Elías adquirió los medios del grupo.

## Frecuencia modulada
La estación de Frecuencia modulada de Radio Bahía Blanca comenzó sus transmisiones fines de los 80, en FM 105.7 y bajo el nombre de FM 2.
En 2000 adoptó el nombre que hasta hoy lleva, FM Ciudad. Y en marzo de 2009, por disposición del COMFER, se mudó a su frecuencia actual: FM 94.7.